# Canal Panda
Canal Panda es un canal de televisión por suscripción dedicado al público infantil y juvenil emitiendo sobre todo series de dibujos animados y películas. Aunque todavía se emite en su país de origen, Portugal, en España tuvo dos etapas: la primera desde 1997 hasta 2001 y luego en 2011 en reemplazo de KidsCo hasta a finales de 2022 que fue reemplazado por Enfamilia hasta su cierre el 1 de julio del 2025 y siendo remplazado por VinTV.

## Historia
Se fundó en 1996 con el nombre de Panda Club y comenzó sus emisiones oficiales en Portugal el 1 de abril de 1996. Inicialmente se emitía también en Macao. Dos años más tarde cambió el nombre y pasó a llamarse Canal Panda. Entre 2001 y 2011, el canal se produjo exclusivamente para el mercado portugués.
En España, Canal Panda se emitió a través de la plataforma Vía Digital desde el 15 de septiembre de 1997 hasta el 1 de enero de 2001 en su primera etapa.
En 2011, Chello Multicanal decidía recuperar la marca en España al no estar conforme con la factura del canal KidsCo, que distribuía tras la compra de la productora Teuve. El 1 de abril de 2011, el remozado Canal Panda España comenzó su segunda etapa de emisiones en el país y se incorporó a las parrillas de Canal+, ONO y Movistar TV, así como en algunas empresas de cable locales de todo el país —por su parte, KidsCo siguió presente en el mercado español en algunos operadores menores de cable e IPTV, distribuido por el grupo NBC Universal, hasta su cierre en enero de 2014—.
El 2 de julio de 2019, Vodafone TV incorporó a su oferta la señal en alta definición del canal. 
El 1 de junio de 2021, Canal Panda se abrió una franja para el público juvenil a las 20:00 (hora local) llamada Panda Kids que  emite series de imagen real, concursos y reality shows.
El 15 de diciembre de 2022, el canal dejó de emitir en España una segunda vez, siendo sustituido por el nuevo canal Enfamilia hasta su cierre el 1 de julio de 2025 siendo remplazado por VinTV.

## Eslogánes
- 1997-2001: El canal de la diversión (España) |O canal da diversão (Portugal)
- 2011-2022: Disfruta de muchas sorpresas (España)
- 2010-actualidad: Canal Panda é fixe (Portugal)